# Fred Kirsch
Fred A. Kirsch war ein deutsch-US-amerikanischer Box- und Konzertveranstalter.

## Leben
Kirsch, der in Düren Fußball spielte und dessen Eltern die Gaststätte Apostelbräu in Köln betrieben, verließ 1924 seine Heimatstadt Köln und wanderte in die Vereinigten Staaten aus. Er wurde dort unter anderem im Box- und im Musikgeschäft tätig, Kirsch vermittelte Frank Sinatra eine Konzerttournee, war Konzertveranstalter von Duke Ellington, arbeitete auch mit Harry James zusammen und war daran beteiligt, Max Schmeling in die USA zu holen.
1950 kehrte Kirsch als US-Staatsbürger in sein Geburtsland zurück und stieg laut Der Spiegel dank seiner Verbindungen in die USA und seiner „cleveren aus den Staaten mitgebrachten Geschäftsmethoden“ innerhalb kurzer Zeit zum führenden Boxmanager des Landes auf. Er brachte US-amerikanische Boxer nach Deutschland, um den dortigen Boxsport zu beleben. Anfang der 1950er Jahre wurde er „wegen illegalen Aufenthaltes in Deutschland und missbräuchlicher Benutzung amerikanischen Besatzungsgeldes“ zu einer dreimonatigen Gefängnisstrafe und einer Geldbuße in Höhe von 1500 D-Mark verurteilt.
In Zusammenarbeit mit Joachim Göttert und Walter Englert stellte Kirsch im Oktober 1951 in Dortmund den Kampf zwischen Heinz Neuhaus und dem Briten Johnny Williams auf die Beine. Zu den Boxern, die Kirsch betreute, gehörten Hein ten Hoff und Jersey Joe Walcott.